# Бужој (Арђеш)
Бужој (рум. Bujoi) насеље је у Румунији у округу Арђеш у општини Богаци. Oпштина се налази на надморској висини од 338 m.

## Становништво
Према подацима из 2002. године у насељу је живело 443 становника, од којих су сви румунске националности.